# Araki Sadao

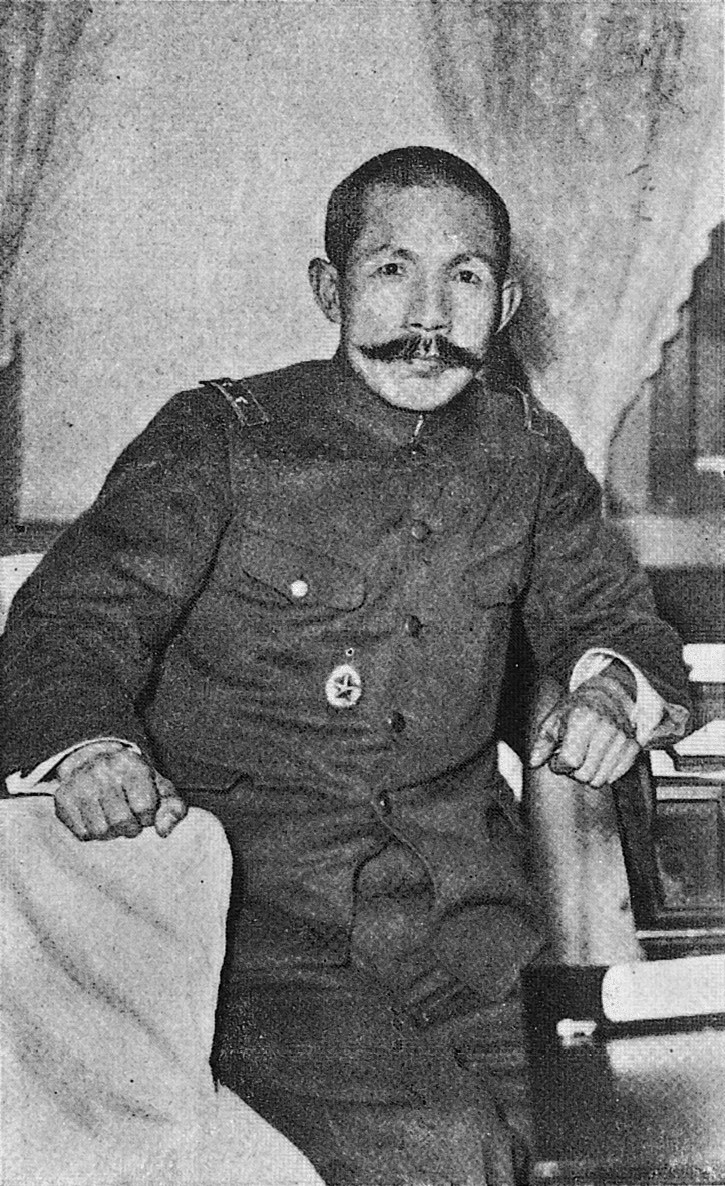
Araki Sadao

Bá tước  Sadao Araki  (荒木 貞夫 (Hoang Mộc Trinh Phu)  26 tháng 5 năm 1877 – 2 tháng 11 năm 1966) là một tướng lĩnh Lục quân Đế quốc Nhật Bản trước thế chiến thứ hai. Là một nhà lãnh đạo có uy tín và là một trong những nhà lý luận chính trị cánh hữu dân tộc Chủ nghĩa có tiếng tăm trong giai đoạn cuối của Đế quốc Nhật Bản, ông được coi là nhà lãnh đạo của phe cấp tiến trong quân đội Nhật Bản chính trị và từng là Bộ trưởng Bộ chiến tranh dưới thời Thủ tướng Inukai. Sau đó ông giữ chức Bộ trưởng Giáo dục trong chính quyền Konoe và Hiranuma.

## Tiểu sử
Araki được sinh ra tại Komae, Tokyo. Cha của ông là một cựu samurai, thuộc hạ của ngành Hitotsubashi của gia tộc Tokugawa. Araki đã tốt nghiệp trường Sĩ quan Lục quân Đế quốc tháng 11 năm 1897 và được phong quân hàm thiếu úy tháng 6 năm sau.
Được thăng hàm trung úy tháng 12 năm 1900 và đại úy tháng 6 năm 1904, Araki đã giữ chức chỉ huy đại đội thuộc Trung đoàn Đế quốc số một trong chiến tranh Nga-Nhật.
Sau chiến tranh Araki quay lại trường học và tốt nghiệp Đại học Lục quân với vị trí đứng đầu khóa của ông. Ông đã phục vụ trong Bộ Tham mưu Lục quân Đế quốc Nhật Bản tháng 4 năm 1908 và giữ chức vụ sĩ quan ngôn ngữ tại Nga từ tháng 11 năm 1909 đến tháng 5 năm 1913, khi ông làm tuỳ viên quân sự ở Saint Petersburg trong Chiến tranh thế giới thứ nhất. Ông được phong thiếu tá tháng 11 năm 1909 rồi trung tá tháng 8 năm 1915 và được bổ nhiệm vào đạo quân Quan Đông.
Được thăng đại tá ngày 24 tháng 7 năm 1918, Araki làm sĩ quan tham mưu tại trụ sở Lục quân Viễn chinh tại Vladivostok từ 1918-1919 trong vụ Nhật Bản can thiệp vào Siberia để chống lại Hồng quân Bolshevik, và là chỉ huy của Trung đoàn bộ binh số 23 Lục quân Đế quốc. Trong giai đoạn này ở Siberia, Araki đã thực hiện những nhiệm vụ bí mật ở vùng Viễn Đông Nga và hồ Baikal.
Được thăng thiếu tướng ngày 17 tháng 3 năm 1923, Araki làm chỉ huy của Lữ đoàn Bộ binh số 8. Ông là tư lệnh hiến binh từ tháng 1 năm 1924 cho đến tháng 5 năm 1925, sau đó ông tái gia nhập Bộ Tham mưu Lục quân với vị trí cục trưởng. Araki được phong trung tướng tháng 7 năm 1927 rồi trở thành chỉ huy trưởng Đại học Lục quân tháng 8 năm sau.
Ông chỉ huy lữ đoàn số 6 từ 1929–1931, cùng lúc đó ông được chỉ định làm phó Tổng Thanh tra Huấn luyện quân sự, một trong những chức vụ có uy tín nhất trong quân đội. Ông được phong đại tướng tháng 10 năm 1933.